# Funkspiel
Funkspiel ist ein geheimdienstlicher Begriff für den Austausch eines verdeckt operierenden feindlichen Funkers im eigenen Machtbereich durch eigenes Personal oder durch Anwerbung als Doppelagent. Ziel ist es, dem feindlichen Empfänger eigene gefälschte Meldungen zuzusenden.
Funkspiele wurden während des Zweiten Weltkrieges von der Abwehr und der Dienststelle IVa des Reichssicherheitshauptamtes in den besetzten Benelux-Staaten sowie in Frankreich wiederholt durchgeführt.